# Róka-hegyi Poros-barlang
A Róka-hegyi Poros-barlang a Duna–Ipoly Nemzeti Parkban lévő Pilis hegységben, Budapest III. kerületében található egyik barlang. A Róka-hegyen lévő kőfejtő leghosszabb barlangja.

## Leírás
A Róka-hegyen lévő, már nem művelt középső kőfejtőben, természetvédelmi területen, a Bástya nevű sziklafal oldalában, a kőbánya peremére felvezető lépcsősortól balra, turisták által gyakran látogatott helyen, a Róka-hegyi kőfejtő 5. sz. barlangjával szemben nyílik a Róka-hegyi Poros-barlang bejárata. A nagy, 2,5 m magas és 0,6 m széles barlangbejárat a középső kőfejtőből mindenhonnan jól látható.
A barlang triász mészkőben és eocén kavicskőben karsztvízszint alatti oldódás hatására alakult ki. A többszintes barlangban kürtők, gömbfülkék és gömbüstök figyelhetők meg. Változatos ásványok és ásványkiválások, kalcit, gipsz, barit, borsókő, valamint limonitos lefolyások képződtek benne. Lehet, hogy kapcsolatban van a Róka-hegyi Pillér-barlanggal. Az engedély nélkül megtekinthető Róka-hegyi Poros-barlang bejárásához barlangjáró alapfelszerelés szükséges.
A barlang a nevét az alján található sok por miatt kapta. 1989-ben volt először Róka-hegyi Poros-barlangnak nevezve a barlang az irodalmában. A barlang az irodalmában előfordul Poros-barlang (Csulák 1982) és Poros-lyuk (Csulák 1982) neveken is.

## Kutatástörténet
Kőbányászat következtében tárult fel a barlang. Az 1973-ban napvilágot látott Budapest lexikonban meg van említve, hogy a Róka-hegy tetején és oldalain működő vagy félbehagyott kőfejtők mélyedéseiből két kis (hévizes eredetű) akna, illetve néhány kis mesterséges üreg nyílik. 1982-ben a Metró Barlangkutató Csoport két tagja, Nohl György és Sós Antal felmérték a barlangot, majd ebben az évben a felmérés alapján meg lett rajzolva a Poros-lyuk néven nevezett barlang alaprajz térképe és oldalnézet térképe. A két térképen 1:100 méretarányban van bemutatva a barlang. Az 1982. évi MKBT Beszámolóban megjelentek a térképek. Az 1984-ben kiadott, Magyarország barlangjai című könyv országos barlanglistájában nem szerepel a barlang neve.
1989-ben Göröcs D., Kárpátné Fehér Katalin és Kárpát József felmérték a barlangot, majd a felmérés felhasználásával meg lett szerkesztve a barlang hossz-szelvény térképe. A térkép 1:100 méretarányban mutatja be a barlangot. Az Acheron Barlangkutató Szakosztály 1989. évi jelentésében megtalálható a térkép. A kéziratban lévő, Róka-hegyi kőfejtőt ábrázoló helyszínrajz szemlélteti a barlang bejáratának földrajzi elhelyezkedését.